# Vervoersverbod (vee)

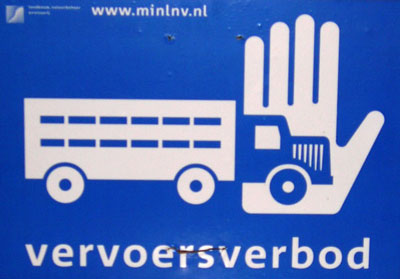
Een bord met daarop de aanduiding van een vervoersverbod.

Een vervoersverbod is een maatregel die tijdelijk beperkingen oplegt aan het vervoer van dieren. Vervoersverboden worden voornamelijk opgelegd om verdere verspreiding van epidemische veeziekten, bijvoorbeeld vogelgriep, tegen te houden.